# 勇留島

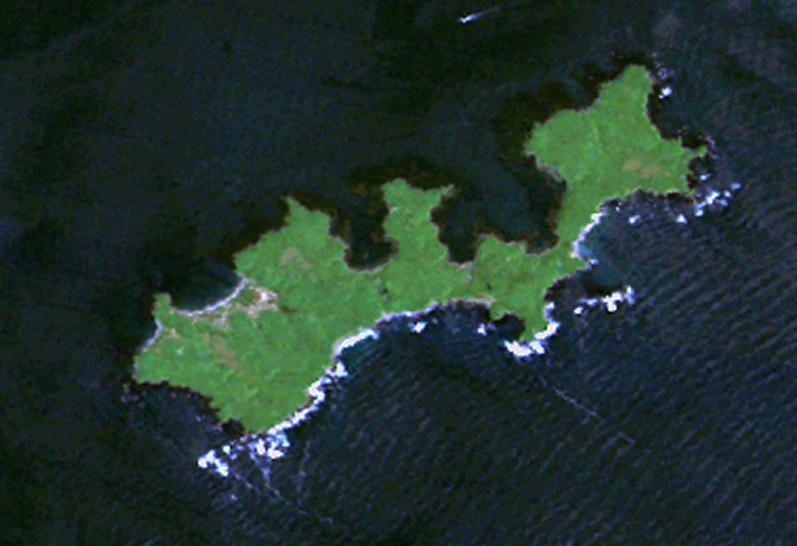
勇留島

勇留島（日语：／ Yuri tō */?），俄語音譯尤里島（羅馬化：Ostrov Yuri），是日俄爭議領土齒舞群島中的一個島嶼，現由俄羅斯實際控制，屬薩哈林州管轄。該島的名字來源於阿伊努語的「e-urir-o」或「urir-i」（鸕鶿很多的島）。
日本聲稱對包括該島在內的南千島群島（日本稱北方四島）擁有主權，要求俄羅斯將其歸還給日本，名義上將勇留島劃入北海道根室市轄區。

## 歷史
江戸時代時此島為無人島。
- 1799年，設立根室、厚岸兩行政區。[1]

- 明治時代納入珸瑶瑁村管轄，爾後劃歸齒舞村管轄。此處為北海道之重要漁場。第二次世界大戰前，此島有501位居民。

- 1945年，蘇聯紅軍占領勇留島。
- 1959年，日本將其劃入根室市轄區。
- 1991年，蘇聯解體後成立之俄羅斯聯邦有效繼承該區。